# Тровулан
Тровулан — археологічна пам'ятка в районі Тровулан, регентство Моджокерто, в індонезійській провінції Східна Ява. Він охоплює приблизно 100 квадратних кілометрів і вважається місцем, де розташована однойменна столиця імперії Маджапахіт, описана Мпу Прапанкою в поемі 14-го століття Nagarakretagama і в китайському джерелі 15-го століття. Коли це було столицею імперії Маджапахіт, місто було відоме як Вілватікта, що також є синонімом назви імперії. Воно було зруйноване під час вторгнення в Гіріндравардхану, щоб перемогти Кертабхумі в 1478 році. Після цієї події столиця Маджапахіта була перенесена в Даха (Кедірі). Музей Тровулан включає колекцію артефактів.
Нагаракретагама містить поетичні описи палацу Маджапахіт та його околиць, але обмежується королівським та релігійним секторами. Деякі деталі розпливчасті, і вчені, які намагалися скласти план столиці, дійшли до різних висновків.
Давніші дослідження в Тровулані були зосереджені на монументальних залишках: храмах, гробницях і місцях для купання. Археологічні дослідження та розкопки нещодавно знайшли залишки промислової, комерційної та релігійної діяльності, житлові райони, системи водопостачання та водні канали, які свідчать про щільне населення протягом 14-15 століть. У жовтні 2009 року Міністерство культури і туризму Індонезії внесло Тровулан до списку Всесвітньої спадщини ЮНЕСКО.

## Описи в сучасних джерелах

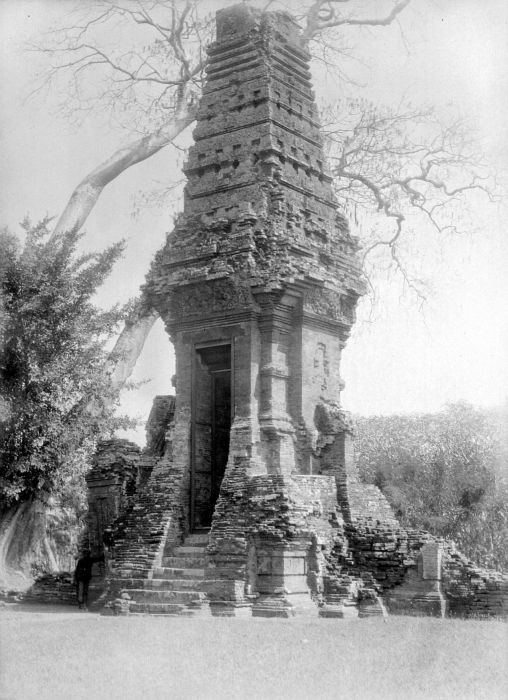
Баджанг Рату в 1929 році, до реставрації

Згідно поеми «Нагаракертагама» Прапанча, королівське з'єднання було оточене товстою, високою стіною з червоної цегли. Поруч був укріплений сторожовий пост. Головні ворота палацу розташовувалися в північній стіні і входили через величезні двері з оздобленого заліза. За північною брамою була довга будівля, де раз на рік збиралися придворні, ринок і священне перехрестя. Усередині північних воріт був внутрішній двір із релігійними спорудами. На східній стороні цього двору були павільйони, оточені каналами, де купалися люди. У південному кінці, брама вела до рядів будинків, розміщених на терасах, в яких жили слуги палацу. Ще одна брама вела до третього двору, переповненого будинками та великої зали для тих, хто чекав, щоб їх впустили до правителя. Власні приміщення короля, які знаходились на захід від цього двору, мали павільйони на оздоблених підставах з червоної цегли, вишукано різьблені дерев'яні стовпи та дах, прикрашений глиняними орнаментами. За межами палацу були приміщення для священників Шиви, буддистів та інших представників знаті. Далі, від палацу відокремлених відкритими полями, розташовувалися королівські будівлі, разом з приміщенням головного міністра Гаджа Мада. На цьому описи Прапанчи закінчуються.
Китайське джерело 15-го століття описує палац чистим і добре доглянутим. Вважалося, що він був огороджений цегляною стіною висотою понад 10 метрів і з подвійними воротами. Будинки всередині були побудовані на стовпах і мали висоту 10–13 метрів, з дерев'яною підлогою, покритою тонкими матами, на яких сиділи люди. Дахи робили з дерев'яної черепиці, а житла простого люду покривали соломою.
Книга про придворний етикет Маджапахіта визначає столицю як «все, куди можна вийти, не проходячи через рисові поля». Храмові рельєфи з Маджапахіта не зображують міських сцен, але деякі містять ескізи поселень, позначених як павільйони, огороджені стінами. Слово «куву» в Нагаракретагама, мабуть, означає поселення, що складаються з групи будівель, оточених стіною, в яких велика кількість людей жила під контролем дворянина. Ця модель характеризувала прибережні міста Яви 16-го століття, описані ранніми європейськими відвідувачами, і столиця Маджапахіта, ймовірно, складалася з таких одиниць.

## Відкриття
Руїни стародавнього міста в Тровулані були виявлені в 19 столітті. Сер Томас Стемфорд Раффлз, лейтенант-губернатор Британської Яви, генерал-губернатор Бенкулена з 1811 по 1816 рік і невтомний ентузіаст історії острова, повідомляв про існування « руїн храмів…, розкиданих навколо». країна на багато миль ". Велика частина регіону була вкрита густими тиковими лісами в той час, що унеможливлювало детальне обстеження. Тим не менш, Раффлз був настільки вражений побаченим, що пізніше назвав Тровулан " Гордість Яви ".

## Археологічні пам'ятки

Археологічна пам'ятка Тровулан. Червоний квадрат — археологічні пам'ятки, світло-блакитний — сліди стародавніх каналів.

Більшість археологічних реліквій, виявлених у Тровулані та його околицях, зберігаються та експонуються в музеї Тровулана, розташованому на західній стороні басейну Сегаран. Розкопки в Тровулані та його околицях показали, що частини старого поселення все ще лежать під кількома метрами бруду та вулканічного сміття в результаті частих вивержень гори Келуд поблизу, а також частих розливів річки Брантас. Кілька археологічних руїн розкидані навколо села Тровулан. Деякі з них досить пошкоджені, інші пройшли реконструкцію. Більшість з них побудовані з червоної цегли.

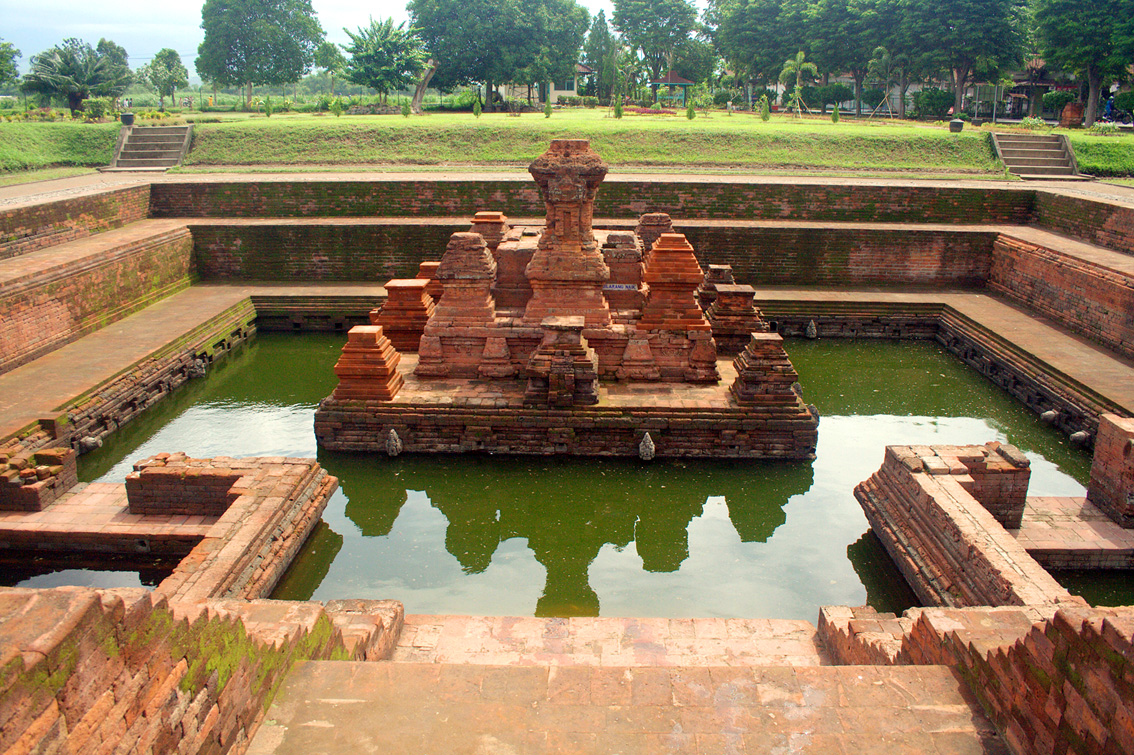
Місце для купання Канді Тікус

Канді Тікус — це ритуальний басейн для купання (петиртаан), який, мабуть, є найцікавішою недавньою археологічною знахідкою в Тровулані. Канді Тікус означає «храм щурів», назва, дана знахідцями в 1914 році, тому що під час розкопок це місце виявилося вольєром для розведення щурів. Відновлений до нинішнього стану в 1985 і 1989 роках, цей комплекс з червоної цегли набуває форми заглибленої прямокутної улоговини, в яку з північної сторони спускається сходинка. Основна споруда, яка виступає з південної стіни улоговини, очевидно, була створена за зразком легендарної гори Махамеру. Досі не завершений, він складався з терасових фундаментів, на яких спиралося концентричне розташування «башт», що оточують найвищу вершину будівлі.
Неподалік від Канді Тікус у селищі Кератон знаходяться нещодавно відреставровані ворота Баджанг Рату, елегантні ворота падуракса з червоної цегли, датовані серединою 14 століття. Форма споруди висока і струнка, здіймається на висоту 16,5 метрів і має складний рельєфний декор, особливо на даху. Ворота прикрашені барельєфами, що зображують історію Шрі Танджунга і Рамаяни. Баджанг Рату на яванській мові буквально означає " карлик або монарх- дефект». Народна традиція пов'язує ворота з Джаянегарою, другим королем Маджапахіта, наступником Кертараджаси Джаяварддхани, засновника імперії Маджапахіт. За традицією, Джаянегара в дитинстві випав з воріт, спричинивши дефекти свого тіла. Ім'я, ймовірно, також означає «маленький монарх», оскільки Джаянегара прийшов на престол у молодому віці. Історик пов'язує ці ворота з Чренггапурою (Чрі Ранггапура) або Капопонганом з Антавулану (Тровулан), святинею, згаданою в Нагаракертагамі як місцем дхарми (святим комплексом), присвяченим королю Джаянегарі під час його смерті в 1328 році.

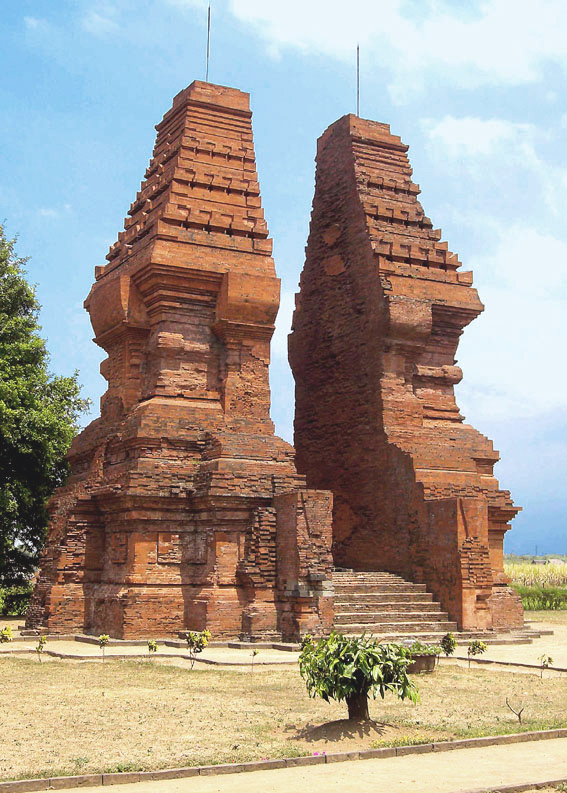
Wringin Lawang, ворота в Trowulan, Mojokerto

Wringin Lawang розташований недалеко від індонезійського національного маршруту 15 в селі Джатіпасар. Назва з яванської означає «Ворота дерева Баньян». Портали парадних воріт виконані з червоної цегли, з основою 13 х 11 метрів і висотою 15,5 метра, і датуються 14 століттям. Ворота типу " канди бентар " або розділених шлюзів, структура, яка могла з'явитися в епоху Маджапахіта. Це один із найстаріших і найбільших збережених «Канді Бентар», датований епохою Маджапахіта. «Канді Бентар» набув форми типової храмової структури Маджапахіта – складається з трьох частин; нога, корпус і високий дах – рівномірно розділений на дві дзеркальні структури, щоб зробити прохід у центрі для проходження людей. Цей тип розділених воріт не має дверей і не має реальної оборонної мети, але звужує прохід. Ймовірно, він служив лише церемоніальній та естетичній меті, щоб створити відчуття величі, перш ніж увійти до наступного комплексу. Більшість істориків погоджуються, що ця споруда є воротами важливого комплексу в столиці Маджапахіта. Здогадки щодо оригінальної функції цих величних воріт викликали різні припущення, серед яких популярно було те, що це був вхід до резиденції Гаджа Мада.

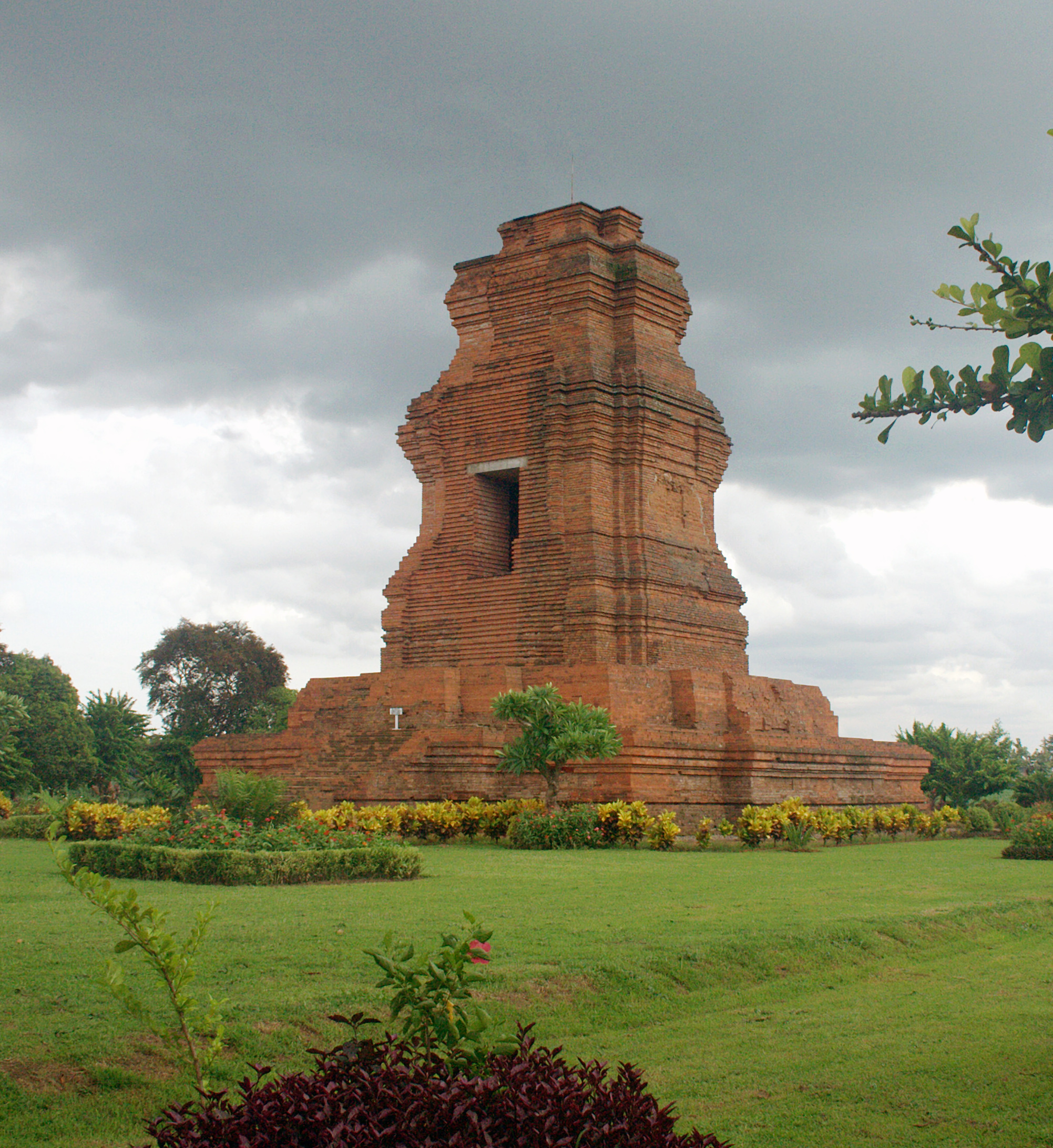
Храм Брагу

Канді Браху в селі Беджіджонг є єдиною збереженою структурою того, що колись було скупченням історичних будівель. Згідно з народним повір'ям, саме в околицях Канді Браху були проведені церемонії кремації перших чотирьох правителів Маджапахіта. Ця традиція, в той час як важко довести, підтримується частково речовими доказами, що наводить на думку про те, що пам'ятник коли — то служив в якості королівського моргу святині. Королівська особа, якій була присвячена будівля, залишається невідомою. Поруч знаходиться руїна Канді Гентонг.
Вважається, що ісламська гробниця принцеси Чампа є могилою дружини короля Маджапахіта. Згідно з місцевими переказами, кажуть, що вона вийшла заміж за одного з останніх королів Маджапахіта і навернула його в іслам перед своєю смертю в 1448 році

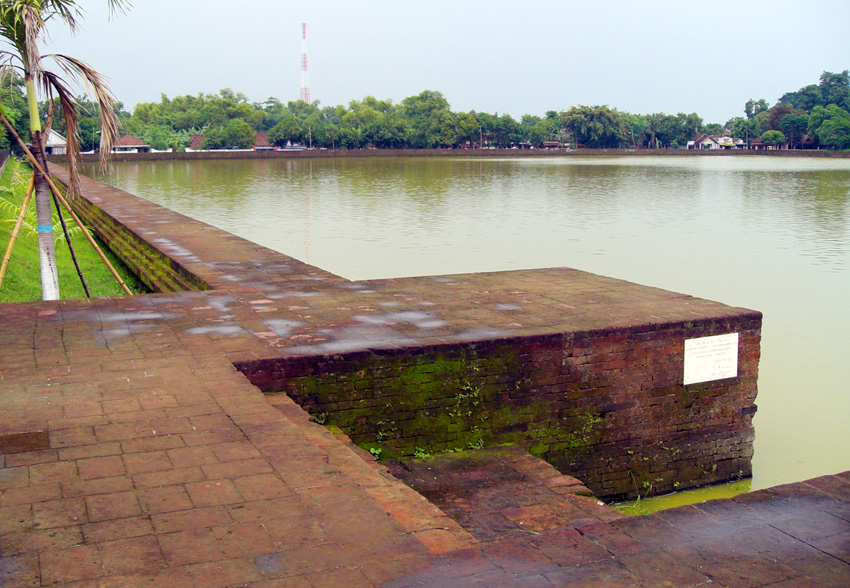
Басейн Сегаран

Басейн Сегаран — це великий прямокутний басейн розміром 800 х 500 метрів. Назва Сегаран походить від слова «сегара» на яванській мові, що означає «море», ймовірно, на основі припущення місцевих жителів, що великий басейн є мініатюрою моря. Навколо водойми є прямокутна стіна з червоної цегли. Цегляна конструкція басейну була відкрита в 1926 році Анрі Маклейном Понтом ; в той час басейн був вкритий землею і брудом. Через кілька років відбулася реконструкція, і тепер басейн Сегаран функціонує як рекреаційний басейн і ставок для риболовлі. Цегляна конструкція походить з епохи Маджапахіта 14–15 століть..Точна функція басейну невідома. Дослідження показало, що басейн, ймовірно, виконував різні функції, але в основному як міський резервуар, джерело прісної води, необхідної для міського району з високою щільністю, особливо під час сухого сезону. Інша популярна місцева віра полягає в тому, що басейн використовувався як місце для купання і як басейн для навчання військ Маджапахіта, а також як басейн для відпочинку для членів королівської сім'ї Маджапахіта для розваги посланців і гостей. Басейн площею 46 875 квадратних метрів був побудований трохи вище, ніж його околиці, і в даний час використовується для зрошення рисових полів, прилеглих до басейну.
Поблизу північно-східного краю Колам-Сегаран лежить руїна Канді Менак Джінгга. Зараз споруда зруйнована, а каміння, розкидане навколо, а основа все ще лежить під землею. Розкопки ще тривають. Конструкція виконана з різьбленого андезитового каменю на зовнішньому шарі з червоною цеглою у внутрішньому шарі. Найцікавішою особливістю цієї споруди є частини, що містять прикраси (ймовірно, частина даху), ідентифіковані як Цилінь, китайська міфічна істота. Це може свідчити про міцні культурні відносини з Китаєм, особливо під час династії Мін. Місцева традиція пов'язувала це місце з павільйоном королеви Кенчани Вунгу, королеви Маджапахіт із казок Дамарвулана та Менак Джінгга.
В Умпаку каміння є основою для дерев'яних стовпів, які, ймовірно, були частиною дерев'яної будівлі. Органічний матеріал розклався, залишилася лише кам'яна основа.
У селі Тролойо виявлено численні ісламські надгробки, більшість з яких датується періодом між 1350 і 1478 роками. Ці знахідки підтверджують не тільки те, що до середини 14 століття на Яві добре сформувалася мусульманська громада, а й те, що релігія була офіційно визнана та сповідувана в самій королівській столиці. Люди вірять, що Тролойо також містить гробницю Радена Віджая, яку вони використовують для паломництва кожну п'ятницю Легі.
Інші важливі руїни:
- Балонг Бундер
- Пендопо Агунг
- Золотообробні та бронзові ділянки
- нглінгук
- Канді Кедатон
- Сентонорехо
- Канді Сітінггіл

## Будинки
Археологічні розкопки виявили цегляні підлоги та стіни деяких жител. У деяких випадках накладають два або навіть три шари таких будівель. Ці житла були обладнані колодязями та стоками. Знайшли також сліди великої водойми та колодязів, обкладених цеглою чи глиною.

## галузі промисловості
У Східній Яві було виявлено багато золотих прикрас цього періоду. Хоча на Яві бракує значних запасів золота, імпорт із Суматри, Борнео та Сулавесі дав можливість багатьом ювелірам знайти роботу на Яві.
Одне селище Тровулан досі називається Кемасан, від слова mas, що означає «золото». Поблизу цієї місцевості знайдено золоті прикраси, а також знаряддя, якими обробляли золото. Маленькі глиняні чашки могли бути використані для плавлення золота, для використання у виливці з воску. Бронзові ковадла та плоскі круглі камені з трьома ніжками, можливо, використовувалися як робочі поверхні для довбання та відбивання металів. Велика кількість глиняних тиглів для плавлення бронзи розкопано в селі Пакіс, у південній частині пам'ятки. Частину бронзи використовували для відливання уанг гобог, великих монет або амулетів у кам'яні форми. Інші металеві предмети включають багато прикрашених бронзових ламп, ємності для води, дзвони та інші предмети, які, ймовірно, використовувалися в релігійних церемоніях, а також інструменти, які зазвичай називають «щілинними барабанами». Подібні предмети з дерева або бамбука досі зустрічаються в яванських і балійських селах. Використовувалося багато залізних знарядь, але більшість з них, ймовірно, імпортували, оскільки на Яві мало залізної руди.

## Гроші і ринок

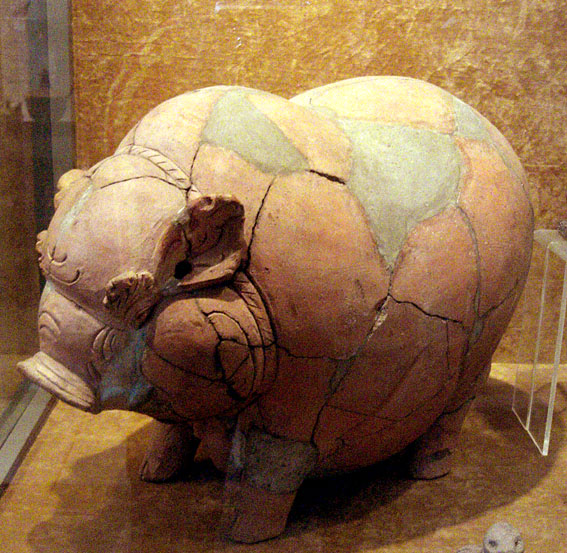
Теракотова скарбничка Маджапахіт, 14–15 століття Тровулан, Східна Ява. (Колекція Національного музею Індонезії, Джакарта)

Наванатья згадує судового чиновника, обов'язком якого було охороняти ринки. «Вісім тисяч готівки щодня з ринків — це частка», яку отримує цей чиновник. «Готівка», про яку йдеться в цьому тексті, — це китайські бронзові монети, які стали офіційною валютою Маджапахіта приблизно в 1300 році, замінивши золоту та срібну валюту, що використовувалася протягом століть. Китайські монети, мабуть, були кращими, оскільки вони були доступні невеликими номіналами, придатними для використання на ринках. Ця зміна свідчить про те, що економічне життя в Тровулані відзначалося спеціалізованими професіями, заробітною платою та придбанням більшості щоденних потреб шляхом купівлі. Важливим доказом того, що яванці 14-го століття сприймали гроші, є глиняні скарбнички з прорізами на спині, достатньо великими, щоб впустити монету. Асоціація фігурок свиней і контейнерів для економії очевидна; у сучасній яванській та індонезійській мовах слово «celengan» означає " скарбничка ", " скарбничка " або " заощадження ", а саме корінь слова «celeng» означає кабан або свиню. Також були знайдені ємності для монет інших форм.

## Гончарні вироби
Значна кількість теракотових артефактів Маджапахіта зазвичай було виявлено в Тровулані. Важливим видом діяльності було гончарне ремесло. Більшість гончарних виробів призначалися для домашнього використання в кулінарії та зберіганні, а прикраси обмежувалися смугами червоної фарби. Каганці для кокосового масла — ще одна поширена знахідка. Кращі гончарні вироби мають форму судин, такі як вода Ewers (Кенді), з тонкими стінками тел, витонченими формами і глянсовою червоною поверхнею, створена поліруванням. Їх, мабуть, виготовляли професійні гончарі, які працюють повний робочий день. Ємності для води були одним з основних продуктів міського гончаря Маджапахіта, і було знайдено багато великих круглих банок для води. Квадратні «коробки» з водою прикрашали водними мотивами або іншими декораціями. Теракотові статуетки виготовлялися у великих кількостях, які представляли багато сюжетів: богів, людей, тварин, будівль та сцени. Їхня функція невідома; вони могли служити різним цілям. Деякі, можливо, використовувалися в релігійних святинях, прикріплених до житла, як на сучасному Балі. Приклади цих теракот у вигляді мініатюрних будівель і тварин були знайдені в святинях на горі Пенанггунган. Інші, наприклад, гумористичні зображення іноземців, можливо, просто служили як іграшки для дітей.

## Парк Маджапахіт
Протягом останнього півріччя 2008 року індонезійський уряд спонсорував масштабні дослідження на місці, яке, як вважають, є місцем, де колись стояв палац Маджапахіт. Джеро Вацик, міністр культури і туризму Індонезії, заявив, що парк Маджапахіт буде побудовано на цьому місці та завершено ще у 2009 році, щоб запобігти подальшій шкоді, завданої саморобною цегляною промисловістю, яка розвивається на прилеглій території. Парк Маджапахіт розширить існуючий музей Тровулан і створить тематичний парк освіти та відпочинку Маджапахіт.
Тим не менш, проект привертає величезну увагу деяких істориків, оскільки будівництво фундаменту парку на місці Сегаран, розташованому в південній частині музею Тровулан, неминуче зашкодить самому місці. На місці знайшли розкидані старовинні цеглини та колодязі, які є історично цінними. Тоді уряд стверджував, що метод, який вони застосовували, був менш руйнівним, оскільки замість буріння використовувався метод копання. Відтоді будівництво парку Маджапахіт було призупинено, відкладено для подальшого вивчення впливу на археологічний об'єкт.